# Креслювци
Креслювци е село в Северна България. То се намира в община Трявна, област Габрово.

## География
Село Креслювци се намира в планински район.

## История
В летописната книга на църквата е отбелязано, че селото е заселено преди 400 години, като името си получило от „Крясък“. По онова време през балкана над това селце пътувал някой си владика, който чува долу в низините голям глъч – крясък и от тоя крясък получило името си Креслевци. Коренни родове в тия колиби са били: Казанджиеви, Чилингирови, Стоянови, Станеви, Василеви, Добреви, Чопови, Радневи, Станчеви, Белчеви и Михайлови.